# Wii Party
《Wii Party》（又译作）是一款適用於Wii平台的聚会类電子遊戲，由NDcube和任天堂企劃開發本部第四小組共同製作，任天堂于2010年發行。续集是《Wii Party U》。